# Irgalmasok

A rend címere

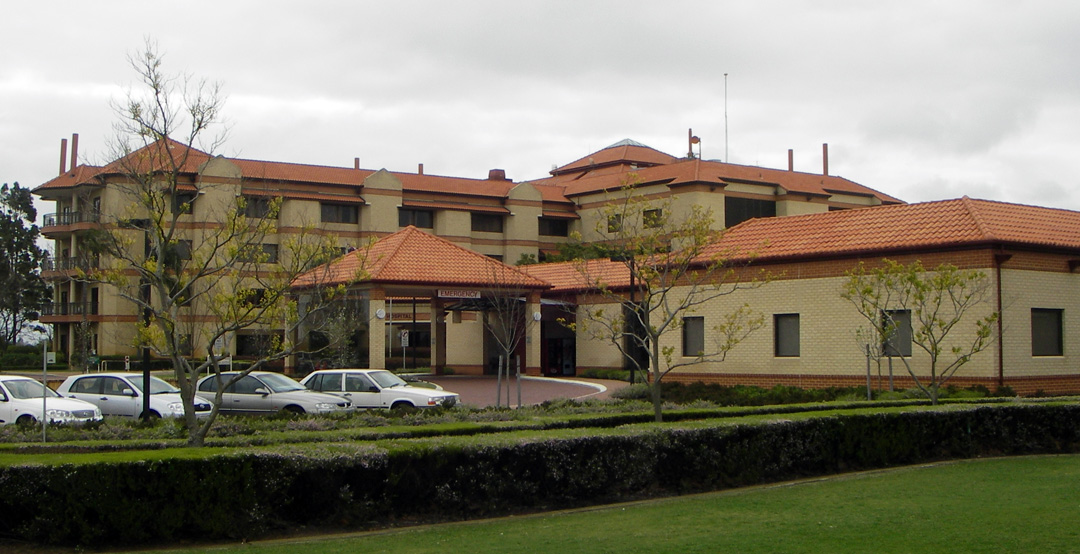
Az Istenes Szent János Kórház (Nyugat-Ausztrália, Perth, Murdoch)

Az irgalmasok (teljes nevén: Betegápoló Irgalmasrend, latinul: Ordo S. Joannis a Deo, OSJD, Ordo Hospitalarius, OH) laikus férfi szerzetesrend, a legjelentősebb katolikus férfi betegápoló rend.

## A rend története
A rend alapítójának Istenes Szent Jánost tekintik, pedig ő valójában nem akart rendet alapítani. Halálakor, 1550-ben Antonio Martinra bízta munkatársait. Martin a granadai kórház megszervezése után Madridban alapított új kórházat, munkatársai pedig Andalúzia különböző városaiban.
Egyre inkább úgy látták, hogy célszerű volna betegápoló renddé alakulniuk, ezért ketten Rómába mentek, hogy jóváhagyást nyerjenek erre V. Piusz pápától. A jóváhagyást 1572-ben kapták meg, és egyikük ott maradt Itáliában:
- 1572-ben Nápolyban,
- 1584-ben Rómában, az Isola Tiberinán alapított kórházat — ez utóbbi lett az általános rendfőnök központja.

A rend a végleges jóváhagyást 1586-ban V. Szixtusztól kapta meg. 1624-ben kolduló renddé minősítették, és megadták neki e rendek minden kiváltságát.

### Fejlődésük, terjedésük
- Kórházakat nyitottak:
  - 1602-ben Franciaországban,
  - 1605-ben Ausztriában, majd a spanyol gyarmatokon is.
- 1700-ban már 288 kórházuk, illetve rendházuk volt 16 provinciában.
- Európában a francia forradalom visszavetette őket.
- 1850-ben Spanyolországban a rendet betiltották, de a 19. század végén újra engedélyezték.
- A 20. század elején angolszász országokban is megtelepedtek.
- 1925-ben 11 provinciájuk 104 kórházában a rendnek 1487 tagja volt.
- 1970-ben 18 provinciájuk 195 kórházában a rendnek 2126 tagja volt.
- 1980-ban 189 házban a rendnek 1755 tagja dolgozott.
- 2013-ban 319 intézményben a rendnek 1120 tagja tevékenykedik.

## A rend célja, szervezete
A rend célja a betegek testi-lelki gondozása — mindenkié, függetlenül származásától, vallásától, de külön figyelemmel a szegényekre.
Regulájuk az ágostonosokét követi, a legfőbb elöljárókat hat, a tartományi elöljárókat három évre választják.
Bár laikus rend, házanként 1-2 tagja pap. A házak elöljárói egyházi joghatósággal felruházott laikusok.
Tagjai két év novíciátus után 6–9 évig évenként egyszerű, majd ünnepélyes örök fogadalmat tesznek; ebből a negyedik fogadalom a betegek ápolása.
- A rend nemzetközi központja:

Curia Generalizia Fatebenefratelli
Via della Nocetta, 263; I-00164 Roma; Olaszország
WEB: http://www.ohsjd.org/
A rend vezetője: P. Jesús Etayo OH, a Betegápoló Irgalmasrend generálisa

## A rend jelképei, jelmondatai
Címerük csücskös talpú, reneszánsz jellegű pajzs, amin kék mezőben, zöld leveles ágon nyitott arany gránátalma piros belseje látható. Az almán arany latin kereszt, fölötte hatágú arany csillag.
Jelmondataik:
- Kapunk tárva, a szívünk még inkább.
- Tegyetek jót emberek magatoknak azzal, hogy másoknak jót tesztek.

## A rend Magyarországon
Magyarországon a 17. század közepén telepedtek meg:
- 1650-ben Szepesváralján,
- 1669-ben Pozsonyban,
- 1726-ban Egerben,
- 1737-ben Temesvárott,
- 1757-ben Pápán,
- 1760-ban Kismartonban és Nagyváradon,
- 1778-ban Vácott,
- 1796-ban Pécsett és Szakolcán,
- 1802-ben Pozsonyban,
- 1804-ben Zágrábban,
- 1806-ban Budán,
- 1834-ben Szatmárt

nyitottak kórházat és rendházat.
A magyarországi házak 1856-ig az ausztriai Szent Mihály főangyal provinciához tartoztak, ekkor kiváltak, megalakították az önálló, magyarországi Szeplőtelen fogantatás provinciát. A tartományfőnök székhelye 1872-ig Pozsonyban volt, azóta a budapesti Szent István konventben.
A Szeplőtelen fogantatás provincia tartományfőnökei:
- 1856: Bursák Borgia Ferenc,
- 1859: Gelencsér Privát,
- 1871: Ferencfi Imre,
- 1882: Füzy Szaniszló,
- 1903: Thuróczy Kornél,
- 1925: Moscsovits Boldizsár,
- 1926: Babinszky Nárcisz,
- 1931: Müller Ödön,
- 1942: Toponáry József Ede.

A rend magánjellegű kórházait 1925 körül nyilvános, 1931-ben közkórházakká minősítették, illetve alakították. A kórházak mellett mindenütt gyógyszertárat is üzemeltettek.
Statisztikai adatok (konvent és kórház / rendtag / beteg):
- 1856: (13 / 174 / 380)
- 1878: (13 / 143 / 1010)
- 1914: (13 / 116 / 1652)
- 1920: (5 / 55 / 1175)
- 1932: (5 / 76 / 860)
- 1948: (5 / 50 / 1177)

2009-ben a rend intézményei:

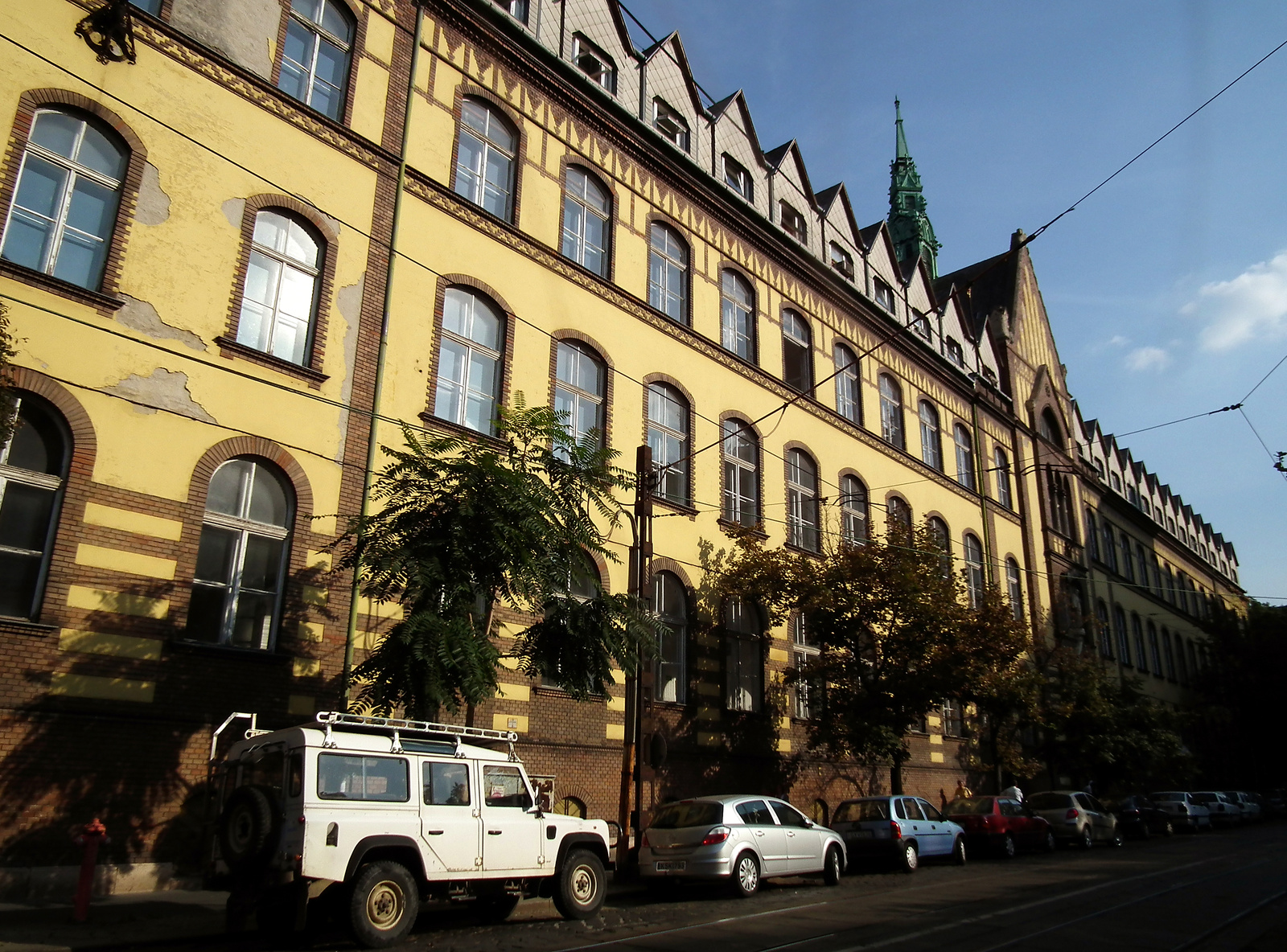
Budai Irgalmasrendi Kórház

- Irgalmas rend budapesti konventje: Szent István-kápolna 1023 Budapest, Frankel Leó u. 54.;
- E-mail: irgalmasrend@irgalmas.hu
- A rend magyarországi vezetője: P. Kozma Imre OH.
- Irgalmas rend pécsi konventje: 7621 Pécs, Széchenyi tér 5.; (P. Morvay Imre Pio OH)
  - Irgalmasok temploma
  - Gránátalma Patikamúzeum
- Budai Irgalmasrendi Kórház kht. 1027 Budapest, Frankel Leó u. 17-19. 
  - Gránátalma Patika
- Váci Irgalmas Kórház  Vác, Március 15. tér 7-9. (igazgató: dr. Hirling András)